# Как есть
Как есть (англ. as is) — юридический термин, используемый для отказа от некоторых подразумеваемых гарантий на предмет продажи. Некоторые типы подразумеваемых гарантий требуют особого отказа.
«Как есть» означает, что продавец продает, а покупатель покупает предмет продажи в том состоянии, в каком он находится в настоящее время, и что покупатель принимает его «со всеми недостатками», которые проявились сразу или не сразу. Это классический ярлык «Покупатель, остерегайся!», ситуация, в которой покупатель должен тратить время на тщательное изучение этого пункта прежде чем принять его, или получить консультации экспертов. Как ни странно, продавец при этом тоже может пострадать от условия «как есть», если продаваемый предмет окажется гораздо более ценным, чем думали.
В сфере недвижимости условия «как есть» — это более серьезные потенциальные проблемы, даже в сравнении с конструкцией, например, недвижимость может быть обременена залогом или иными долговыми обязательствами.
Также термин «как есть» употребляется в проектном менеджменте и в консалтинге как показатель отправной точки. Целью служит термин «как должно быть» (англ. to be).